# إدارة الانتقال (الحوكمة)
إدارة الانتقال هي نهج حوكمة يهدف إلى تسهيل وتسريع تحولات الاستدامة من خلال عملية تشاركية للرؤية والتعلم والتجريب. تسعى إدارة الانتقال في تطبيقها إلى الجمع بين وجهات نظر متعددة ومقاربات متعددة في "ساحة الانتقال". المشاركون مدعوون إلى هيكلة مشاكلهم المشتركة مع النظام الحالي وتطوير رؤى وأهداف مشتركة يتم اختبارها بعد ذلك من أجل التطبيق العملي من خلال استخدام التجريب والتعلم والانعكاسية. غالبًا ما تتم مناقشة النموذج بالإشارة إلى التنمية المستدامة والاستخدام المحتمل للنموذج كوسيلة للتغيير.